# Chatou (Chine)
Pour les articles homonymes, voir Chatou (homonymie).
Chatou est un quartier de la ville de Shijing dans le District de Baiyun dans la préfecture de Canton dans la province du Guangdong en Chine. Il s'y trouvent trois camps de travail :
- Chatou rééducation par le travail[1],
- Tan'gang rééducation par le travail[2],
- Chatou rééducation par le travail des femmes[3].

## Biographie
(en) Fondation pour la recherche sur le laogaï, Laogai handbook, Hua sheng dun/华盛顿, lao gai ji jin hui / 劳改基金会,‎ 2008, 567 p. (ISBN 978-1-931550-25-3, lire en ligne [PDF])